# Chilperik II
Chilperik II (född omkring 670, död omkring 720) frankisk merovingisk kung av Neustrien och Burgund 715–721, Austrasien 720–721.
När han blev kung av Neustrien 715 bytte han namn från Daniel till Chilperik. Inledningsvis var han ett verktyg i händer på Ragenfrid, maior domus. Han lyckades senare med hjälp av den frisiske kungen Ratbod av Frisland göra sig till herre även över Austrasien. När Karl Martell störtade Ragenfrid accepterade han Chilperik som kung över Neustrien och vid Chlothar IV:s död gjorde han honom till kung över hela frankerriket. Kungen dog inom ett år.